# Улица Козлова (Минск)
Улица Козлова — улица в центре Минска, на границе Первомайского, Партизанского, Советского районов.
Общая длина 1,6 км. Пересекается с улицами Платонова, Берестянская.

## Описание

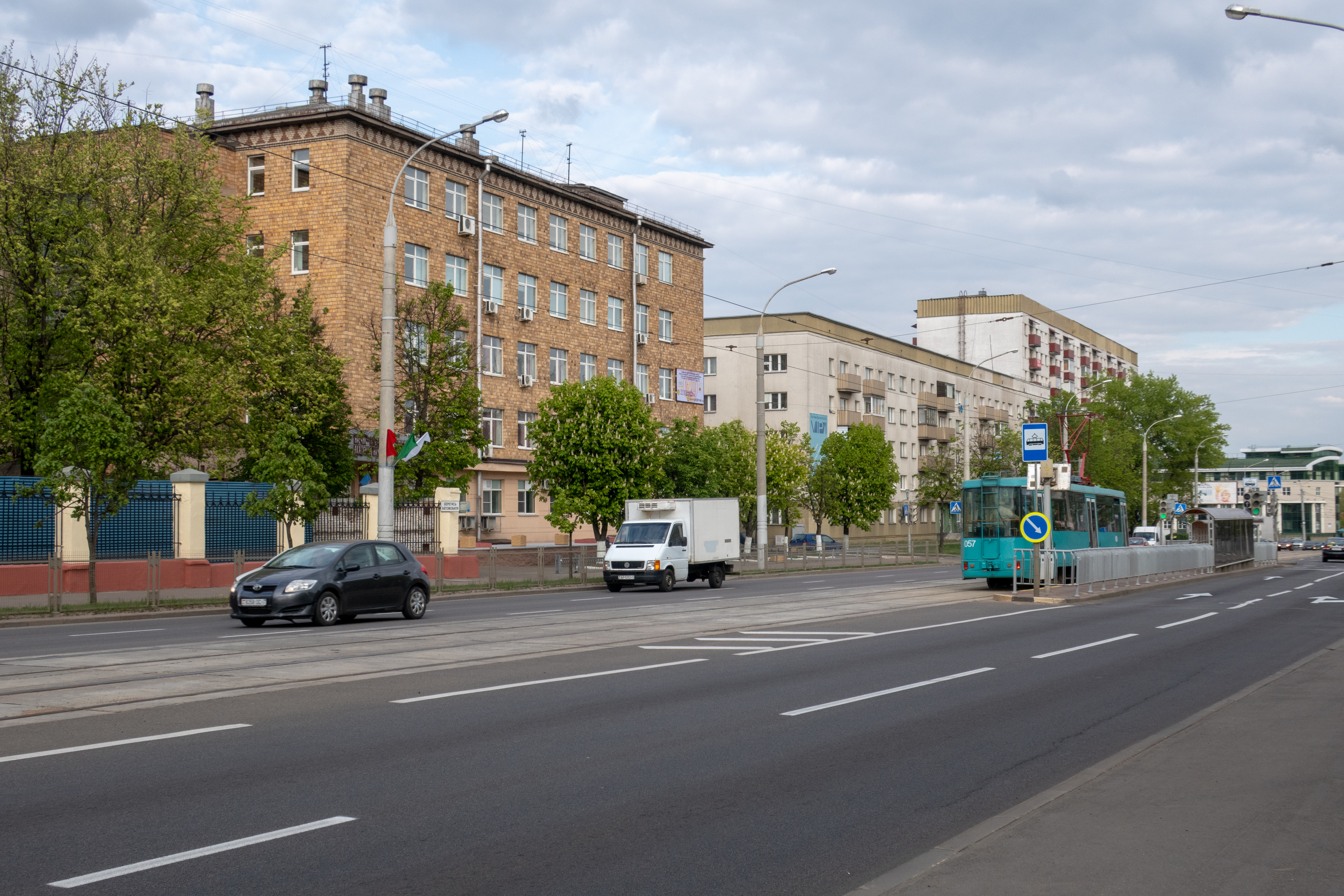
Участок улицы Козлова возле маргаринового и гипсового заводов

Улица Козлова идёт от Проспекта Независимости, в конце пересекается с улицей Ботанической и переходит в улицу Долгобродскую. Недалеко от пересечения с улицей Платонова, улица Козлова пересекается с улицей З. Бядули и образуется треугольник.
По улице совершается трамвайное (1-й, 3-й, 4-й, 6-й, 7-й и 11-й), автобусное движение (19-й) и движение маршруток (1150-й).

## История
Названа в честь Героя Советского Союза Василия Ивановича Козлова. До 1967 года была частью Долгобродской улицы.

## Объекты
По адресу Улица Козлова расположено 35 домов, остальные 11: 17/A, 23/A, 25/A, 25/Б, 26/A, 26/Б, 27/A, 29/A, 29/Б, 33/A.
- 3 — Выставочный зал
- 4/A — Кинотеатр "Мир"
- 11 — Церковь св. Александра Невского, Военное кладбище (Минск).
- 17 и 17/А — Белорусский государственный молодёжный театр (бывший ДК Стройтреста № 1)
- 24 — Гипсовый завод «Белгипс» (готовится к сносу)
- 26 — Государственный архив Минской области
- 27 — Минский маргариновый завод
- 28 — 7 и 8 корпуса БГУИР

Обслуживаются отделениями связи:
- 220034: 2-20, 9-21
- 220037: 23-35, 22-44, 7а и все дома переулка Козлова
- 220005: 1-7